# Lego Masters
Lego Masters war eine Fernsehshow, die in Deutschland von 2018 bis 2023 zunächst bei RTL und 2025 (Staffel 6) bei VOX ausgestrahlt und von Endemol Shine Germany produziert wurde. Die Teilnehmer kämpften um den Titel „bester Lego Builder“.

## Herkunft
Das Programm hat seinen Ursprung im britischen Format von Tuesday’s Child und der Lego Group. Die Versionen des Programms in Deutschland, Australien und den Vereinigten Staaten sowie die Version in niederländischer Sprache werden (teilweise) von der Endemol Shine Group produziert.

## Setup
Lego Masters ist ein Wettbewerb um den Titel „Lego Master“ und einen Preis. Der Produzent nennt es eine „Epische Reality-Show“, in der die besten Lego-Baumeister in Zweierteams um einen Pokal und den Titel Lego Master kämpfen. In jeder Folge werden die Teams aufgefordert, innerhalb weniger Stunden eine Bauherausforderung abzuschließen. Die Kreationen werden von einer Jury bewertet. Manche Folgen bestehen aus mehreren unterschiedlichen Bauherausforderungen, z. B. einer Vorteilsherausforderung und einer Ausscheidungsherausforderung. In einigen Folgen oder Leistungsaufträgen gewinnt das beste Zweierteam den „Goldenen Stein“ (englisch: „Golden Brick“), mit dem es in einer der kommenden Folgen Immunität hat. Nach der Ausscheidungsherausforderung wird festgestellt, welches Team am wenigsten Leistung erbringt und ausfällt.

## Deutsche Version

### Staffel 1 (2018)
Die erste Staffel von Lego Masters (damals Lego Master) in Deutschland bestand aus vier Folgen und wurde vom 18. November bis zum 9. Dezember 2018 bei RTL ausgestrahlt. Die Vorrunden fanden statt am Samstag, den 2. Juni 2018 in Köln, 16. Juni 2018 in München und 30. Juni 2018 in Hamburg. Während der Vorrunden erhielten die Zweierteams 3 Stunden Zeit, um ihre eigene Kreation (MOC) aufzubauen. Der Lego-Customizer Alex Jones war der Juror bei den Castings.
Die Folgen wurden im Spätsommer in Köln gedreht.
Die Staffel wurde präsentiert von Oliver Geissen und die Jury bestand aus Lego Senior-Designerin Juliane Aufdembrinke und Designprofessor Paolo Tumminelli aus Köln. Die Aufträge an die Teams wurden in den Folgen von je einem der Gast-Prominenten Lutz van der Horst, Reiner Calmund, und Joachim Llambi präsentiert.
Unter den Teilnehmern waren einige bekannte Leute der „Lego-Gemeinschaft“ wie Christoph Helfenbein von brickmaster.tv, Claus-Marc Hahn von brickscreations.com, Johann Irl und Roland Bachmaier vom Happy Brixx und Vater und Sohn Wolfgang und Marcel Diaz vom YouTube-Kanal Spacebricks. Ein Zweierteam aus Österreich nahm ebenfalls teil.
In jeder der vier eigenständigen Folgen traten vier Zweierteams gegeneinander an. Nach der ersten Runde musste eines der Lego Masters Teams die Arena schon verlassen, anschließend spielten die verbleibenden drei Teams um den Sieg in der Folge, einen Lego-Pokal und den Einzug in die „Liga der Lego Masters“.
Alle Kandidaten erhielten neben einem 100-Euro-Lego-Gutschein eine kleine Gage als Aufwandsentschädigung.
Folge 1
| Ausstrahlungsdatum/-zeit | Sonntag, 18. November 2018, 19:05 Uhr |
| Gast-Prominente          | Lutz van der Horst                    |
| Aufgabe 1                | Bergpassage (Brücke)                  |
| Aufgabe 2                | Freizeitpark                          |
| Einschaltquote           | 2,18 Millionen Zuschauer              |

|   | Teilnehmer         | Alter   | Beziehung      | Land      |        |
| - | ------------------ | ------- | -------------- | --------- | ------ |
| 1 | Samuel & Simon     | 9 & 14  | Brüder         | Deutscher | Sieger |
| 2 | Philipp & Michael  |         |                | Deutscher |        |
| 3 |                    |         | Vater und Sohn |           |        |
| 4 | Sabrina & Stefanie | 27 & 26 | Freundinnen    | Deutscher |        |

Folge 2
| Ausstrahlungsdatum/-zeit | Sonntag, 25. November 2018, 19:05 Uhr |
| Gast-Prominente          | Reiner Calmund                        |
| Aufgabe 1                | Drei-Gänge-Menü                       |
| Aufgabe 2                | Königliche Gaben                      |
| Einschaltquote           | 1,83 Millionen Zuschauer              |

|   | Teilnehmer             | Alter      | Beziehung | Land         |        |
| - | ---------------------- | ---------- | --------- | ------------ | ------ |
| 1 | Christoph & Claus-Marc | 38 & k. A. | Freunde   | Deutscher    | Sieger |
| 2 | Julian & Stefan        | 27 & 27    | Freunde   | Österreicher |        |
| 3 | Valentin & Oskar       |            | Freunde   | Deutscher    |        |
| 4 |                        |            |           | Deutscher    | [ 25 ] |

Folge 3
| Ausstrahlungsdatum/-zeit | Sonntag, 2. Dezember 2018, 19:05 Uhr |
| Gast-Prominente          | Reiner Calmund                       |
| Aufgabe 1                | Nachbau von Kinder-Geschichten       |
| Aufgabe 2                | Minigolf-Parcours                    |
| Einschaltquote           | 1,74 Millionen Zuschauer             |

|   | Teilnehmer        | Alter  | Beziehung         | Land      |        |
| - | ----------------- | ------ | ----------------- | --------- | ------ |
| 1 |                   |        | Vater und Sohn    |           | Sieger |
| 2 |                   |        |                   | Deutscher | [ 27 ] |
| 3 | Robert & Olivier  |        |                   |           | [ 29 ] |
| 4 | Alexander & Amira | 44 & 9 | Vater und Tochter | Deutscher |        |

Folge 4
| Ausstrahlungsdatum/-zeit | Sonntag, 9. Dezember 2018, 19:05 Uhr  |
| Gast-Prominente          | Joachim Llambi                        |
| Aufgabe 1                | Bau einer 3D-Fotowelt in zwei Stunden |
| Aufgabe 2                | Bau eines Zuges in zehn Stunden       |
| Einschaltquote           | 1,62 Millionen Zuschauer              |

|   | Teilnehmer        | Alter   | Beziehung                   | Land      |  |
| - | ----------------- | ------- | --------------------------- | --------- |  |
| 1 | Jana & Felix      |         | Mutter & Sohn               | Deutscher |  |
| 2 | Johann & Roland   | 34 & 31 | Freunde und Arbeitskollegen | Deutscher |  |
| 3 | Marius & Jerome   |         |                             |           |  |
| 4 | Wolfgang & Marcel | 57 & 19 | Vater & Sohn                | Deutscher |  |

### Staffel 2 (2020)
Die zweite Staffel bestand aus vier Folgen und wurde vom 4. September bis zum 25. September 2020 bei RTL ausgestrahlt. Als Jury fungierte der Lego-Modellbauer René Hoffmeister. Daniel Hartwich moderierte die Sendung. Unter den Teilnehmern waren einige bekannte Personen der „Lego-Gemeinschaft“ wie Frank Boor alias „Derb00r“, Alexander Jones von „Orion Pax“ und „Bluebrixx“.
Die Staffel gewannen Annalena und Felix aus Mayen.
Eliminierungstabelle
| Platzierung | Teilnehmer        | Alter   | Land                | Beziehung | Folgen | Folgen | Folgen | Folgen   |
| Platzierung | Teilnehmer        | Alter   | Land                | Beziehung | 1      | 2      | 3      | 4        |
| ----------- | ----------------- | ------- | ------------------- | --------- | ------ | ------ | ------ | -------- |
| 1           | Annalena & Felix  | 24 + 18 | Deutscher           | Freunde   | 2.     | RISIKO | WIN    | GEWINNER |
| 2           | Bjorn & Alexander | 34 + 40 | Deutscher           | Freunde   | RISIKO | WIN    | 2.     | 2.       |
| 2           | Pascal & Moritz   | 21 + 21 | Deutscher           | Freunde   | SICHER | 2.     | RISIKO | 2.       |
| 4           | Lidiana & Hubert  | 37 + 38 | Italiener           | Ehepaar   | 2.     | SICHER | ELIM   |          |
| 5           | Varda & Juliane   | 44 + 34 | Schweizer Deutscher | Freunde   | WIN    | ELIM   |        |          |
| 6           | Luca & Frank      | 40 + 49 | Deutscher           | Freunde   | ELIM   |        |        |          |

Folge 1
- Datum: Freitag, 4. September 2020[44]
- Aufgabe – „Mega Cities“ („Megastädte“)
  - Beschreibung: Jedes der sechs Teams musste innerhalb von 14 Stunden[42] einen Stadtblock erstellen, dann wurden sie mit weiteren drei Stunden[42] beauftragt, einen Angriff auf ihr Gebäude vorzuführen. Das Gewinner-Team Varda und Juliane erhielt den „Goldenen Brick“ (Goldener Stein).[37]
  - Die Teams bauten folgende Objekte:[42]
    - Alex und Björn – Durch die Wolkendecke ragende Hochhäuser – Angriff durch Riesen-Daniel
    - Annalena und Felix – Baumhaus und Wohnaquarium – Angriff durch „Kraken“
    - Frank und Luca – Multi-Energieform-Kraftwerk mit Wohnwürfeln – Angriff durch Currywurstmonster
    - Hubert und Lidiana – Haus in Form eines Berges – Mutter Erde
    - Pascal und Moritz – Detailliertes Kaufhaus – Wurmattacke
    - Varda und Juliane – Häuschen-Hochhaus-Kombi – alte Mann wird zum Giganten

Folge 2
- Datum: Freitag, 11. September 2020[44]
- Aufgabe: „Blown up“ („Gesprengt“)
  - Beschreibung: Jedes der Teams hatte neun Stunden Zeit, um ein Entwurf zu erstellen, der durch eine Explosion spektakulär zerstört wird. Das Siegerteam der ersten Sendung, Varda und Juliane, durften für eine halbe Stunde lang alleine bauen und die anderen Baumeister wurden des Feldes verweisen. Björn und Alexander gewannen den Auftrag, Pascal und Moritz wurden Zweiter. Annalena und Felix sowie Varda und Juliane mussten den Eliminierungsauftrag ausführen um festzustellen, wer ausfallen würde.

- Eliminierungsaufgabe – „Fantasy-Fahrzeug“
  - Beschreibung: Beide Teams hatten eine Stunde Zeit, um ein Fahrzeug mit unterschiedlichen Funktionen zu bauen; z. B. ein Fahrzeug, das segeln und fliegen und fahren kann usw. Nach dieser Aufgabe fielen Varda und Juliane aus.

Folge 3, Halbfinale
- Datum: Freitag, 18. September 2020[44]
- Aufgabe: „Cut-in-half“ („Halbiert“)
  - Beschreibung: Jedes Team hatte 16 Stunden Zeit, um eine zweite Hälfte eines halbierten Objekts zu bauen. Nach zwei Stunden wurden die verbleibenden 14 Stunden „Cut-in-half“ (halbiert), und es blieben nur sieben Stunden übrig. Die Gesamtbauzeit betrug daher neun Stunden.

| Platzierung | Teilnehmer          | Halbes Objekt  | Schaffung            |
| ----------- | ------------------- | -------------- | -------------------- |
| 1           | Felix und Annalena  | Kinderfahrrad  | „Radler“ (Rad-Adler) |
| 2           | Bjorn und Alexander | Akkordeon      | „Akkordemon“         |
| 3           | Lidiana und Hubert  | Gießkanne      | „Gießkanne/Teekanne“ |
| 3           | Pascal und Moritz   | Geschäftswaage |                      |

Pascal und Moritz sowie Lidiana und Hubert mussten den Eliminierungsauftrag ausführen um festzustellen, wer ins Finale kommen und wer ausfallen würde.
- Eliminierungsaufgabe: „Break and Make“ („Abbrechen und aufbauen“)
  - Beschreibung: Beide Teams hatten vier Stunden Zeit, um drei identische vorgefertigte Builds auseinanderzunehmen und mit allen 887 Steinen etwas neues ihrer Wahl zu bauen. Sie durften keine zusätzlichen Steine aus dem Brickshop nehmen und alle Teile mussten verwendet werden. Zur Hälfte der Zeit erhielt jedes Team zusätzliche 357 Steine, die verwendet werden sollten; insgesamt sollte man also 1244 Steine verwenden. Das Gewinnerteam der Aufgabe gewann einen Platz im Finale. Pascal und Moritz bauten einen „Stop-Motion-Film mit Seemonster und Piratenschiff“ und zogen ins Finale ein. Lidiana und Hubert bauten einen Freizeitpark und fielen aus.

Folge 4, Finale
- Datum: Freitag, 25. September 2020[44]

In der letzten Folge konnte man 100 Punkte (Steine) verdienen.
Das Gewinnerteam des Halbfinales, Annalena und Felix, erhielt die ersten 5 dieser Finalepunkte (Steine).
- Aufgabe 1: „Tall Tower“ („Hoher Turm“)
  - Beschreibung: Jedes der Teams hatte zwei Stunden Zeit, um die höchste Struktur zu bauen, die es mit 2x4-, 2x6- und 2x8-Steinen bauen kann. Sie durften jedoch keinen Stuhl, keine Trittleiter oder etwas verwenden, auf dem sie für mehr Höhe stehen können. Das Team mit der höchsten Struktur gewann 5 Finale-Punkte. Björn und Alex gewannen und erhielten die 5 Finale-Punkte (Steine).

- Aufgabe 2: „24h Challenge“ („24-Stunden-Herausforderung“)
  - Beschreibung: Innerhalb von 24 Stunden wurden die verbleibenden Teilnehmer beauftragt, etwas ihrer Wahl zu bauen. Für diese Aufgabe werden 90 Finale-Punkte (Steine) vergeben: 30 Punkte (Steine) vom BrickMaster und 60 Punkte (Steine) von den Überraschungsgästen (die sechs vorher ausgefallenen Teilnehmer und 54 Verwandte und Freunde der Teilnehmer).
  - Die Teams bauten folgende Objekte:
    - Annalena und Felix: Magisches Märchenbuch mit Fuchs, Flugpilzhaus und Elfen
    - Bjorn und Alex: Cockpit (realistische linke Seite, Fantasie rechte Seite)
    - Pascal und Moritz: Vulkantempel-Abenteuer

- Endergebnis

| Teilnehmer       | 24h Challenge | Turm | Cut-in-half | Gesamt |
| ---------------- | ------------- | ---- | ----------- | ------ |
| Annalena & Felix | 33            |      | 5           | 38     |
| Pascal & Moritz  | 31            |      |             | 31     |
| Bjorn & Alex     | 26            | 5    |             | 31     |

### Staffel 3 (2021)
Die dritte Staffel wurde vom 27. August bis zum 1. Oktober 2021 bei RTL ausgestrahlt. Sowohl das Teilnehmerfeld als auch die Anzahl der Folgen wurde vergrößert, so dass dieses Mal acht Teams in sechs Folgen gegeneinander antraten. Moderiert wurde die Sendung erneut von Daniel Hartwich. Die Jury bestand diesmal aus dem LEGO-Modellbauer René Hoffmeister und der LEGO-Designerin Elisabeth Kahl-Backes.
|   | Teilnehmer        | Alter   | Beziehung                            | Land                   | ggf. Bemerkung                     |
| - | ----------------- | ------- | ------------------------------------ | ---------------------- | ---------------------------------- |
| 1 | Justin & Dominik  | 21 & 21 | Freunde (im Casting kennengelernt)   | Deutscher              | Sieger der Staffel                 |
| 2 | Philipp & Oliver  | 18 & 18 | Freunde (gemeinsame Schule)          | Deutscher              | Gewinner des zweiten Platzes       |
| 3 | Josef & Tobias    | 41 & 40 | Freunde (im Casting kennengelernt)   | Österreicher Schweizer | Gewinner des dritten Platzes       |
| 4 | Christin & Gary   | 32 & 31 | Freunde und Arbeitskollegen          | Deutscher              | im Halbfinale ausgeschieden        |
| 5 | Doris & Oliver    | 37 & 33 | Lebenspartner                        | Österreicher           | ausgeschieden in der vierten Runde |
| 6 | Marlen & Benjamin | 33 & 37 | Freunde                              | Deutscher              | ausgeschieden in der dritten Runde |
| 7 | Adrian & Ingo     | 44 & 46 | Freunde (gemeinsam im LEGO-Verein)   | Deutscher              | ausgeschieden in der zweiten Runde |
| 8 | Giuseppe & Peter  | 48 & 50 | Freunde (beim Casting kennengelernt) | Deutscher              | ausgeschieden in der ersten Runde  |

Folge 1
- Datum: 27. August 2021
- Aufgabe 1: Bau eines Fahrzeugs
  - Die Fahrzeuge sollten auf einer konkaven Rampe, allein durch die Schwerkraft nach unten fahren. Ziel war es als erster die Ziellinie zu überqueren. Die Aufgabe diente dazu, die Reihenfolge für die zweite Aufgabe festzulegen. Die Teams durften jeweils fünf Minuten vor dem folgenden Team ins Steinelager, um sich die Steine für die folgende Aufgabe zu holen und hatten damit mehr Bauzeit als das jeweils folgende Team.
- Aufgabe 2: Kirmes-Attraktion
  - Die Teams mussten einen vorhandenen Kirmesplatz mit einer eigenen Kreation erweitern. Vorgabe war, dass mindestens eine bewegliche Attraktion aufgebaut wird und mindestens ein größeres Element vorhanden sein musste. Es war zulässig, dass das große und das bewegliche Element in einem gebaut wurde.
- Gewinner und Verlierer:
  - Sieger wurde das Team Justin & Dominik, die für den Sieg den goldenen Stein bekamen. Diesen können sie in einer der folgenden Sendungen nach der Bau- und vor der Bewertungsphase einsetzen, um sicher weiterzukommen. Letztes Team wurde das Team Giuseppe & Peter und schied damit aus.

Folge 2
- Datum: 3. September 2021
- Aufgabe 1: Bau eines Fabeltiers
  - Die Teams sollten ein Fabelwesen in einer lebendigen Pose bauen. Sie hatten fünf Minuten Zeit, um sich im Steinelager mit Steinen zu versorgen. Danach wurde das Steinelager geschlossen. Nachdem sich alle Teams mit Steinen versorgt hatten, wurde festgelegt, dass die Steine an das jeweils nächste Team weitergegeben werden mussten. Somit musste jedes Team mit den Steinen des Nachbarteams bauen. Das beste Team (Josef & Tobias) bekam eine Montageliege für die folgende Aufgabe.
- Aufgabe 2: Drunter und Drüber
  - Die Teams bekamen einen Tisch, der rundum mit LEGO-Noppen bestückt war. Die Aufgabe bestand darin ein Modell zu bauen, das von oben und unten montiert wurde, wobei die Vorgabe war, dass die Ober- und die Unterseite ein gemeinsames Modell bilden sollten.
- Gewinner und Verlierer:
  - Ein erster Platz wurde nicht bestimmt. Als letztes Team schieden Adrian und Ingo aus. Da Justin & Dominik ihren goldenen Stein nicht einsetzten, stand ihnen dieser in der nächsten Folge weiterhin zur Verfügung.

Folge 3
- Datum: 10. September 2021
- Aufgabe 1: Lunch-Box
  - Die Teams bekamen eine vorgefertigte Lunch-Box aus LEGO-Steinen und sollten diese mit Lebensmitteln füllen. Besonderer Wert wurde dabei darauf gelegt, dass runde Formen möglichst natürlich nachgebildet wurden. Das beste Team (Justin und Dominik) durfte sich bei der folgenden Aufgabe eine Minifigur aussuchen.
- Aufgabe 2: Burgenbowling
  - Der Moderator wählte zu Beginn sechs verschiedene Minifiguren aus (Samurai, Ritter, Einhorn, Bauarbeiterin, Astronaut und Wikingerin). Passend zu diesen Figuren sollten die Teams jeweils eine Burg bauen. Diese wurde anschließend mit einem Bowlingball zerstört. Neben dem Design der Burg an sich kam es zusätzlich darauf an, dass die Zerstörung in der Zeitlupe möglichst spektakulär aussah. Der Bowlingball wurde bei dieser Aufgabe von der zweimaligen Weltmeisterin Martina Beckel geworfen.
- Gewinner und Verlierer:
  - Ein erster Platz wurde erneut nicht bestimmt. Als letztes Team schieden Marlen und Benjamin. Justin & Dominik setzten ihren goldenen Stein wieder nicht ein, womit ihnen dieser auch in der nächsten Folge weiterhin zur Verfügung stand.

Folge 4
- Datum: 17. September 2021
- Aufgabe 1: Geräte aus der Vergangenheit
  - Die verbliebenen fünf Kandidatenpaare hatten die Aufgabe ein altes technisches Gerät möglichst originalgetreu nachzubauen. Frei nach dem Motto, wer schneller zugreift, wurden die Geräte den Kandidaten zur Verfügung gestellt. Zur Wahl standen verschiedene Geräte von denen folgende durch die Kandidaten ausgewählt wurden; eine Polaroid-Sofortbildkamera, eine Schreibtischlampe, eine Spielekonsole, ein Schallplattenspieler, ein Ghettoblaster. Drei Stunden Bauzeit und unbegrenzter Zugang ins Steinelager standen zur Verfügung.
- Aufgabe 2: Künstlerische Ausgestaltung eines vorgefertigten Rahmens und Einbau des Gerätes aus Runde 1
  - Die Produkte aus Runde 1 sollten in einen vorgefertigten Rahmen eingebaut und künstlerisch ausgestaltet werden. Es gab die Möglichkeit, das Gerät umzugestalten bzw. zu verbessern. Von der Jury wurde eine möglichst dreidimensionale effektvolle Darstellung erwünscht. Es standen 9 Stunden und 30 Minuten plus Gewinner-Boni von 30 Minuten sowie unbegrenzter Zugriff auf das Steinelager zur Verfügung.
- Gewinner und Verlierer:
  - Philipp und Oliver bauten in der ersten Runde den Ghettoblaster, der dem Originalprodukt am nächsten kam, und beide wurden zu den Siegern der ersten Challenge gekürt. Sie erspielten sich somit einen Zeitvorteil für Runde zwei und hatten so 30 Minuten mehr Zeit. Diesen Vorteil konnten sie zudem einem zweiten Kandidatenpaar verschaffen, welchen sie fair unter den Mitstreitern verlosten. Ein Sieger der zweiten Runde wurde nicht gekürt. Ausgeschieden ist das österreichische Paar Doris und Oliver, die die Schreibtischlampe nachgebaut und in Runde zwei in den Rahmen integriert hatten. Auch in dieser Folge setzten Justin & Dominik ihren goldenen Stein nicht ein und hatten diesen in der nächsten Folge noch zur Verfügung.

Folge 5
- Datum: 24. September 2021
- Aufgabe 1 Neues Modell aus Steinen eines zerstörten Dinosaurier-Modells
  - Die erste Tagesaufgabe bei 3 Stunden Bauzeit war es, aus einem vom Juroren René gebauten Großmodell eines Dinosauriers ein neues eigenes Modell zu bauen. Hierzu zerstörte der Moderator den Dinosaurier zunächst. Die Kandidaten hatten anschließend fünf Minuten Zeit, sich aus den entstandenen Trümmern Teile auszusuchen, die sie verbauen wollten. Nachträglich wurde die Regel erweitert, so dass nun alle ausgesuchten Teile sinnvoll verbaut werden mussten. Die Teams hatten nach der Regeländerung noch einmal Zeit, um gegebenenfalls überflüssige Teile wieder abzugeben. Es wurden ein Chamäleon, ein Vulkan, ein Weihnachtsbaum und eine Landschaftsszene im Mikroformat gebaut. Die Aufgabe alle gewählten Steine zu verbauen, hat kein Team umsetzen können. Gewonnen haben diese Vorrunde Christin und Gary mit dem Chamäleon. Zum Sieg erhielten sie exklusive fünf Minuten Beratungszeit mit René für die zweite Aufgabe.
- Aufgabe 2 Hängender Stein
  - Die zweite Aufgabe bestand darin, innerhalb von 10 Stunden einen an zwei Schnüren befestigten Stein mit einem Modell der Wahl zu bestücken. So wurden ein Luftschiff, ein Papagei, ein schwebendes Haus und ein Eisberg gebaut. Während der Bauzeit wurde bekanntgegeben, dass das Team, welches meint, fertig zu sein, einen Buzzer betätigen darf. Nach Betätigung des Buzzers verkürzte sich die Restbauzeit der anderen Teams auf fünf Minuten. Diese Chance wurde bei etwa 30 Minuten Restzeit durch Josef und Tobias genutzt. Sie bauten den Papagei.
- Gewinner und Verlierer:
  - Ein erster Platz wurde erneut nicht bestimmt. Als schwächste Teams wurden Gary und Christin mit dem Eisbergmodell sowie Justin und Dominik mit dem Steampunk-Zeppelin benannt. Da Justin und Dominik vorher den Goldenen Stein gesetzt hatten, der das Weiterkommen sicherte, schieden Christin und Gary aus.

Folge 6
- Datum: 1. Oktober 2021
- Aufgabe 1 Hoch hinaus
  - Die Aufgabe bestand darin innerhalb von 90 Minuten den höchsten Turm aus 2x4-, 2x6- und 2x8-LEGO-Steinen zu bauen. Diese Vorrunde gewannen Justin und Dominik mit einer Höhe von 4,25 m gegenüber den 3,25 m von Philipp und Oliver sowie den 2,55 m von Tobias und Josef. Für die entscheidende Aufgabe erhielten die Sieger fünf Steine, die sie frei vergeben konnten und sich selbst zuteilten.
- Aufgabe 2 Freies Bauen
  - Wie bereits in der zweiten Staffel, hatten die Teams 24 Stunden Zeit, ein Modell ihrer Wahl zu bauen. Die einzigen Vorgaben waren, dass es beeindruckend sein sollte und mindestens eine Funktion beinhalten sollte. Josef und Tobias bauten eine Piratenlandschaft mit fahrendem Schiff und einer alles überragenden Piratenbüste. Sie verbauten etwa 46.600 Steine. Philipp und Oliver schufen eine Märchenlandschaft, die insgesamt zehn Märchen darstellte, mit fahrendem Zug und beweglicher Windmühle. Sie verbauten etwa 37.500 Steine. Justin und Dominik entwarfen eine Cyberpunk-City, die von einem riesigen Oktopus angegriffen wird. Sie verbauten etwa 42.500 Steine. Die Jurorin Lissy hat der Bauphase nicht beigewohnt und wurde somit lediglich mit den fertigen Bauwerken konfrontiert.[46]
- Endwertung:
  - Es wurden geheim insgesamt 100 Punkte in Form von 2x4-LEGO-Steinen vergeben. Davon kamen fünf aus der Vorrunde, jeweils 30 von den beiden Juroren und insgesamt 35 von einer Jury, bestehend aus Familien. Josef und Tobias erhielten elf Punkte, Philipp und Oliver erreichten 29 Punkte und Justin und Dominik gewannen deutlich mit 60 Punkten.
- Preis:
  - Die Gewinner erhielten einen Pokal aus Legosteinen und ein Preisgeld von 25.000 Euro.

### Fröhliche Weihnachten (2021)
Am 23. Dezember 2021 strahlte RTL ein Weihnachts-Special aus. Es nahmen vier Kandidatenpaare (je zwei aus den letzten beiden Staffeln 2020 und 2021) teil. Moderiert wurde die Sendung erneut von Daniel Hartwich. Die Jury, bestehend aus den bisherigen Juroren Elisabeth Kahl-Backes und René Hoffmeister wurde von einer Kinder-Jury komplettiert. Die Kandidaten waren Annalena und Felix, die LEGO Masters 2020 gewannen, Alex und Björn, die zweite dieser Staffel wurden, Philipp und Oliver sowie Josef und Tobias die Platz 2 und 3 bei der Ausgabe von 2021 belegten.
- Aufgabe 1: Bauen einer Weihnachtskreation als Dekoration für einen bereits bestehenden LEGO-Weihnachtsbaum.

Für diese Aufgabe hatten die Teams zwei Stunden Zeit. Jedes Team hatte im Anschluss Gelegenheit, den Baum zu einem Viertel mit seinen Elementen zu schmücken. Gewinner der Vorrunde und somit des Hauptrundenvorteils waren zwei Teams Alex & Björn sowie Tobias & Josef. Der Vorteil bestand darin, dass Justin, ein Gewinner der Staffel 2021, für jedes Team, zum gewünschten Zeitpunkt der Hauptrunde, 30 Minuten als Helferlein zur Verfügung stand. Gesamtlaufzeit für die zweite Aufgabe waren zwölf Stunden.
- Aufgabe 2: Jedes Team bekam ein Weihnachts-Thema zugelost, Weihnachtshaus, Backstube der Elfen, Geschenkmanufaktur und Wie sind Rentiere untergebracht?

Die Jury vergab je dreißig und die Kinderjury verteilte vierzig Wertungssteine an die Teams.
Die Sieger Alex & Björn erhielten einen Weihnachts-Pokal aus Legosteinen sowie ein Preisgeld in Höhe von 10.000 Euro.

### Staffel 4 (2022)
Die vierte Staffel wurde vom 12. August bis zum 17. September 2022 ausgestrahlt und bestand aus sechs Folgen. Sie wurde erneut von Daniel Hartwich moderiert und die Jury waren wieder Elisabeth Kahl-Backes und René Hoffmeister. Acht Zweierteams traten in Bauherausforderungen gegeneinander an, um den Titel „LEGO Masters 2022“ sowie ein Preisgeld von 25.000 Euro zu erringen.
| Teilnehmer                                                 | Bemerkungen |
| ---------------------------------------------------------- | --- |
| Nadine (32) & Daniel (33) aus Hamburg                      | Daniel wurde in Folge 4 krankheitsbedingt von Jule, die zuvor bereits ausschied, vertreten. Nadine und Daniel schieden in Runde 2 von Folge 5 aus.                                                                                       |
| Steffen (40) aus Köln & Maik (42) aus Berlin               | Gewannen Runde 1 der ersten Folge und schieden in Runde 2 aus. |
| Zypper (59) aus Stuttgart und Sven (38) aus Korschenbroich | Schieden in Folge 4 als schlechteste von Aufgabe 1 und Verlierer des anschließenden Duells aus. |
| Jörg (55) aus Niestetal und Dirk (56) aus Viersen          | Scheiterten an Aufgabe 1 von Folge 3 und schieden nach Aufgabe 2 in Folge 3 aus. Stiegen in Folge 4 im Duell wieder ein und kamen weiter. Schieden in Runde 1 von Folge 5 aus. (Jörg vertrat den zu Beginn des Finales erkrankten Luis). |
| Alex (32) aus München und Basti (38) aus Offenbach         | Gewannen Runde 2 von Folge 1 und erhielten somit den „goldenen Stein“, den sie in Runde 1 von Folge 5 einsetzten. Gewannen das Finale mit einem Wertungsstein Vorsprung.                                                                 |
| Christoph (32) aus Gescher und Thomas (41) aus München     | Gewannen Runde 1 und 2 von Folge 3 sowie Runde 1 von Folge 5. Wurden Gesamt-Zweite mit 39:40 Wertungssteinen. |
| Luis (19) aus Salzgitter und Ben (21) aus Berlin           | Luis musste gesundheitsbedingt im Finale aufgeben. Jörg ersetzte ihn. das Team erreichte Platz 3 im Finale. |
| Jule (42) aus Bad Soden und Anne (37) aus Schwalbach       | Gewannen in Folge 2 die erste Runde und schieden nach der zweiten Runde dennoch aus (Jule vertrat den erkrankten Daniel in Folge 4). |

Folge 1
- Datum: 12. August 2022
- Aufgabe 1: Bau eines Fahrzeugs (Bauzeit 2 Stunden)
  - Die Fahrzeuge sollten, mit einem Katapult beschleunigt, durch einen Feuerring möglichst weit fliegen. Das Fahrzeug von Steffen und Maik flog hierbei am weitesten und bescherte den beiden einen Vorteil für die nächste Runde.
- Aufgabe 2: Bau eines Paradewagens (Bauzeit 10 Stunden)
  - Die Teams mussten einen Paradewagen bauen, der einen persönlichen Bezug zum Team haben sollte. Eine weitere Vorgabe war, dass mindestens eine bewegliche Funktion vorhanden sein musste. Darüber hinaus wurde nach zwei Stunden Bauzeit bekanntgegeben, dass auch eine Beleuchtung eingebaut werden muss. Der Vorteil, den Steffen und Maik in der Vorrunde erspielt hatten, bestand darin, dass sie Justin – den Gewinner der Staffel 2021 – für 30 Minuten unterstützend zur Seite bekamen.
- Gewinner und Verlierer:
  - Sieger wurde das Team Basti und Alex mit ihrem Paradewagen „El Día de los Muertos“, die für den Sieg den goldenen Stein bekamen. Diesen können sie in einer der folgenden Sendungen nach der Bau- und vor der Bewertungsphase einsetzen, um sicher weiterzukommen. Sollten sie den Stein nicht einsetzen, sind sie gegen ein mögliches Ausscheiden nicht geschützt. Auf den letzten Platz kam das Team Steffen und Maik und schied damit aus.

Folge 2
- Datum: 19. August 2022[52]
- Aufgabe 1: Auf Reisen – Baue drei Gegenstände, die ihr auf Reisen mitnehmen würdet (Bauzeit 3 Stunden). Anne und Jule gewannen die erste Runde und erbauten sich den Vorteil, unter den Themen der zweiten Runde selbst zu wählen. Um nicht mit einem anderen Team zum selben Thema in Konkurrenz zu stehen, verzichteten sie jedoch auf die Wahlmöglichkeit und blieben bei Australien.
- Aufgabe 2: World Wide Mini Golf – Baut auf einer Minigolfbahn eine Dekoration zum Thema eines Kontinents (Bauzeit 10 Stunden). Die Kontinente wurden zugelost.
- Gewinner und Verlierer:

Der goldene Stein wurde nicht gesetzt. Ein Gewinnerteam wurde nicht gekürt. Anne und Jule bauten aus Jurysicht die unspektakulärste und am wenigsten bebaute Bahn. Sie schieden aus.
Folge 3
- Datum: 26. August 2022[53]
- Aufgabe 1: Schwerelos – Baut ein Modell, welches für 10 Sekunden an einem Heliumballon schwebt. Ein 1×16-Technikstein dient als Grundstein und Ballonaufhängung. Der Ballon hat eine ungefähre Tragkraft von 1 kg (Bauzeit 3 Stunden). Das Modell soll zum Thema „Schweben“ passen. Der Ballon durfte weder aufsteigen noch herabgezogen werden.
- Aufgabe 2: Windkanal – Baut ein Modell, das der steigenden Windkraft von bis zu 95 km/h widersteht (Bauzeit 8 Stunden). Mindestens eine Funktion und keine Windmühle sollte enthalten sein. Das Team, das das Modell gebaut hat, welches am längsten standhält, gewinnt und steht automatisch in der nächsten Runde. Der Vorteil für die Gewinner der ersten Runde bestand darin, dass sie nach der Hälfte der Bauzeit (4 Stunden) einen Tischventilator bekamen. Im Team Nadine und Daniel musste Daniel gesundheitsbedingt abbrechen. Die anderen Kandidaten unterstützten Nadine beim Weiterbau. 30 Minuten vor Ende wurde den Teams die Möglichkeit gegeben, die Bauzeit aller Teams auf 5 Minuten zu verkürzen. Team Ben und Luis machten davon Gebrauch und drückten den Buzzer.
- Gewinner und Verlierer:

Der goldene Stein wurde nicht gesetzt. Christoph und Thomas gewannen mit ihrem Modell (Frosch Fridolin auf Trike). Es hielt dem Wind am besten Stand. Jörg und Dirk schieden aus.
Folge 4
- Datum: 2. September 2022[54]
- Aufgabe 1: Baut eure eigene Puppe, welche Funktionen hat und bespielbar ist (Bauzeit 10 Stunden). Nach 5 Stunden (Halbzeit) kam eine weitere Aufgabe hinzu. Es sollte eine Requisite zusätzlich und passend zur Puppe und zur erdachten Geschichte gebaut werden.
- Aufgabe 2: Eine zweite Aufgabe gab es in dieser Folge nicht.

Besonderheit: Im Team Nadine und Daniel musste Daniel gesundheitsbedingt auf die Teilnahme verzichten. Er darf jedoch im Falle eines Weiterkommens von Nadine wieder ins Team einsteigen. Als „Platzhalter“ fungierte die zuvor bereits ausgeschiedene Jule. Sie trat an Daniels Stelle und muss dem genesenen Daniel jedoch weichen.
- Gewinner und Verlierer:

Der goldene Stein wurde nicht gesetzt. Es wurde kein Gewinner-Team gekürt. Sven und Zypper schnitten am schlechtesten ab. Sie mussten mit Dirk und Jörg, die bereits in der vorhergehenden Folge ausgeschieden waren, ein Lucky-Loser-Bauduell durchführen. Nur das Siegerteam aus diesem Duell kam weiter ins Halbfinale.
Aufgabe im Lucky-Loser-Duell: Baut ein Badewannen-Ungeheuer in der Größe einer Trinkflasche. Dieses soll mit einer energiereichen Pose bestechen. Nur aus der Wanne, in der sie zu viert saßen, durfte gebaut bzw. durften Steine gewählt werden (Bauzeit 2 Stunden). Jörg und Dirk gewannen das Duell. Sven und Zypper schieden aus. Der Duell-Modus führte dazu, dass dieselbe Anzahl an Teams (5) auch in der 5. Folge (Halbfinale) antreten.
Folge 5
- Datum: 9. September 2022[55]
- Aufgabe 1: Baut eine funktionierende Kettenreaktionsmaschine (Bauzeit 3 Stunden). Die jeweilige Maschine eines Teams sollte, ohne ins Stocken zu geraten, jeweils in die Maschine eines anderen Teams übergehen.
- Aufgabe 2: Baut euer Traum-Luftschloss, welches mindestens 60 cm von einer Felswand weg nach vorne ragt (8 Stunden Bauzeit). Als Haltepunkte standen 10×2 Noppen zur Verfügung.

Christoph und Thomas hatten den Gewinner-Vorteil aus Runde 1, dass ihnen 6× 2 Noppen als Anbaupunkt zur Verfügung standen und sie die Möglichkeit hatten, Technik anzubauen.
Zusatzaufgabe: Nach Runde 2 sollten die Teams ihr Traum-Schloss zu einem Albtraum-Schloss umgestalten (3 Stunden Bauzeit).
Besonderheit: Im Team Nadine und Daniel konnte Daniel nach Genesung an dieser Folge wieder teilnehmen. Nachdem er in Folge 4 von Jule vertreten wurde, musste diese nun ihren Platz im Team räumen.
- Gewinner und Verlierer:

Der goldene Stein war diesmal in Runde 1 und 2 einsetzbar und wurde in Runde 1 gesetzt. Die erste Runde haben Christoph und Thomas für sich entschieden. Ein Gewinner von Runde 2 wurde nicht gekürt.
Dirk und Jörg schieden nach Runde 1 aus. Nadine und Daniel schieden nach Runde 2 aus.
Folge 6
- Datum: 17. September 2022[56]

Aufgabe 1: Welches Team baut den höchsten Turm? Bauzeit waren 90 Minuten. Es standen nur 2×6-, 2×4- und 2×8-Steine zur Verfügung. Es gab 100 Steine zur Bewertung, wovon 10 für die Gewinner der Vorrunde reserviert waren. Je 30 wurden von beiden Juroren und einer Familien-Jury in der zweiten Aufgabe verteilt. Mit 3,83 m gewannen Christoph und Thomas und bekamen die 10 Wertungssteine.
Aufgabe 2: Baut, was ihr wollt. Mindestens 2 passende Funktionen sollen eingebunden werden (Bauzeit 24 Stunden). Im Team von Ben und Luis musste Luis aus gesundheitlichen Gründen aussteigen und Ben musste teils allein bauen. Jörg, der zuvor bereits zweimal ausschied, ersetzte Luis später. Luis, Ben und Jörg erreichten mit 21 Wertungssteinen Platz 3. Basti und Alex gewannen die Show und wurden vor Christoph und Thomas mit 40 zu 39 Wertungssteinen Lego Masters.

### Winterchampion (2022)
Vom 8. bis zum 29. Dezember 2022 wurde eine Spezial-Staffel mit vier Folgen ausgestrahlt. Dabei traten einige der besten Teilnehmer aus den letzten drei Staffeln in neuen Teamkonstellationen an und kämpften um 20.000 Euro, den Weihnachtspokal und den Titel „LEGO Masters Winterchampion“. Moderiert wurde die Staffel erneut von Daniel Hartwich. Die Jury bestand erneut aus den bisherigen Juroren Elisabeth Kahl-Backes und René Hoffmeister.

### Staffel 5 (2023)
Die fünfte Staffel wurde vom 1. September 2023 bis zum 6. Oktober 2023 bei RTL in sechs Folgen ausgestrahlt. Sie wurde wiederum von Daniel Hartwich moderiert und die Jury bestand nach wie vor aus Elisabeth Kahl-Backes und René Hoffmeister. Acht Zweierteams traten in Bauherausforderungen gegeneinander an, um den Titel „LEGO Masters 2023“ sowie ein Preisgeld zu erringen, das zu Beginn auf 25.000 Euro festgelegt wurde. In jeder Folge dieser Staffel erhielt der Sieger der jeweiligen Vorrunde den goldenen Stein. Wurde er gesetzt, um das Weiterkommen zu garantieren, verringerte sich die Gewinnsumme um 1000 €, anderenfalls stieg sie um 1000 €. In beiden Fällen wurde der goldene Stein wieder abgegeben und in der Folgesendung (außer im Finale) erneut vergeben. Die geänderte Gewinnsumme galt für alle Teams.
| Teilnehmer                                                | Bemerkungen |
| --------------------------------------------------------- | --- |
| Willi und Rudi (25) aus München                           | gewannen in Folge 3 Aufgabe 1 den goldenen Stein |
| Michel (33) aus Tiengen und Julia (30) aus Gedern         | gewannen in Folge 1 Aufgabe 2; mussten in Folge 3, um im Wettbewerb zu bleiben, gegen Phil und Yvonne im Stechen antreten, verloren und schieden somit aus |
| Julian (22) aus Kelheim und Matthias (42) aus Hockenheim  | Gewinner der 5. Staffel |
| Joel (31) aus Barum und Carsten (44) aus Köln             | schieden in Folge 4 aus |
| Michael (37) und Philipp (33) aus Österreich              | gewannen in Folge 1 Aufgabe 1 den goldenen Stein |
| Phil (42) aus Borken und Yvonne (40) aus Trossingen       | mussten in Folge 3, um im Wettbewerb zu bleiben, gegen Michel und Julia im Stechen antreten und gewannen schieden in Folge 5 aus                           |
| Christian (38) aus Gelnhausen & Jürgen (36) aus Griesheim | schieden in Folge 2 aus |
| Scherin (25) und Dennis (26) aus Bad Bramstedt            | schieden in Folge 1 aus |

Folge 1
- Datum: 1. September 2023[61]
- Aufgabe 1: Viel aus wenig (Bauzeit: 90 min.)
  - Es sollten mittels Regenschirm Steine eines Lego-Regens gefangen werden. Aus den gefangenen Steinen sollte ein Bauwerk entstehen.
- Aufgabe 2: Baue eine Unterwasserwelt (Bauzeit: 9 Stunden)
  - Die Teams mussten eine Unterwasserwelt bauen, die sich nach dem Einsetzen in einen Wassertank entfaltet und fortbewegt.
- Gewinner und Verlierer:
  - Scherin und Dennis kreierten ein Schiffswrack, dessen Teile sich beim Unterwasserbad nicht wie gewünscht lösten, woraufhin beide ausschieden.
  - Michel und Julia gewannen Aufgabe 2 von Show 1.
  - Michael und Philipp setzten den Stein und sorgten somit für eine Senkung der Gewinnsumme auf 24.000 €.

Folge 2
- Datum: 8. September 2023[62]
- Stand der Gewinnsumme bei Start von Folge 2: 24.000 €
- Aufgabe 1: Baue einen Drachen, der an einem Kettenkarussell aufgefangen, mitfliegen soll. (Bauzeit: 3 Stunden)
- Aufgabe 2: Baue ein Baumhaus[63]

Folge 3
- Datum: 15. September 2023[64]
- Aufgabe 1: Baut eure Lieblingsspielzeuge als kombiniertes Modell nach
- Aufgabe 2: Baut auf einer Grundplatte einen voll funktionsfähigen Flipper auf. Am Ende wurde der Flipper bespielt. Das Team, bei deren Flipper die Kugel am längsten durchlief, bekamen einen Zusatzpunkt.[65]

#### Punktzahlen/Ergebnisse der einzelnen Aufgaben
| Teilnehmer                                                                          | Folge 1 | Folge 1 | Folge 2 | Folge 2 | Folge 3 | Folge 3 | Folge 4 | Folge 4 | Folge 5 | Folge 5 | Finale | Finale |
| Teilnehmer                                                                          | VR      | HR      | VR      | HR      | VR      | HR      | VR      | HR      | VR      | HR      | VR     | HR     |
| ----------------------------------------------------------------------------------- | ------- | ------- | ------- | ------- | ------- | ------- | ------- | ------- | ------- | ------- | ------ | ------ |
| Julian & Matthias                                                                   | 6,0     | 7,0     | 7,0     | 8,0     | 8,0     | 9,0     | 7,5     | 8,5     | 7,0     | 10,0    | 395cm  | 42 St  |
| Willi & Rudi                                                                        | 6,5     | 7,0     | 9,0     | 8,5     | 9,0     | 11,0    | 9,5     | 9,0     | 9,5     | 7,5     | 255cm  | 29 St  |
| Michael & Philipp                                                                   | 8,0     | 8,5     | 6,0     | 7,5     | 6,5     | 8,0     | 9,0     | 8,0     | 9,5     | 7,5     | 0cm    | 29 St  |
| Phil & Yvonne                                                                       | 7,5     | 6,0     | 8,5     | 8,0     | 8,5     | 6,0     | 6,5     | 9,0     | 7,5     | 7,0     | -      | -      |
| Joel & Carsten                                                                      | 6,5     | 7,0     | 8,0     | 7,5     | 7,5     | 7,0     | 7,0     | 7,0     | -       | -       | -      | -      |
| Michel & Julia                                                                      | 7,0     | 9,0     | 6,0     | 7,5     | 7,5     | 6,0     | -       | -       | -       | -       | -      | -      |
| Christian & Jürgen                                                                  | 5,0     | 6,5     | 7,0     | 7,0     | -       | -       | -       | -       | -       | -       | -      | -      |
| Scherin & Dennis                                                                    | 2,5     | 5,5     | -       | -       | -       | -       | -       | -       | -       | -       | -      | -      |
| VR=Vorrunde, HR=Hauptrunde, gelb = Vorrundensieg (Goldener Stein), grün = Finalsieg |         |         |         |         |         |         |         |         |         |         |        |        |

### Staffel 6 (2025)
Die sechste Staffel startete am 11. Februar 2025 zum ersten Mal bei VOX und besteht aus 6 Folgen. Sie wird wieder von Daniel Hartwich moderiert, und die Jury besteht nach wie vor aus Elisabeth Kahl-Backes und René Hoffmeister. Acht Zweierteams treten in Bauherausforderungen gegeneinander an, um den Titel „LEGO Masters 2025“ sowie einen Pokal und ein Preisgeld zu erringen, das zu Beginn auf 25.000 Euro festgelegt wurde. In jeder Folge dieser Staffel (bis auf das Finale) erhält der Sieger der jeweiligen Vorrunde den goldenen Stein. Wird er gesetzt, um das Weiterkommen zu garantieren, verringert sich die Gewinnsumme um 2000 €, anderenfalls steigt sie um 2000 €.
In dieser Staffel wird erstmals das „Brickmonster“ Bert eingeführt, der den Teams Botschaften in Form von Twists, zusätzliche Herausforderungen und Überraschungen übermittelt: Wird Bert aktiv, wählt er zufällig ein Team aus, das seine Nachricht vorlesen muss.
| Teilnehmer                               | Herkunft (v.l.n.r.)           | Bemerkungen             |
| ---------------------------------------- | ----------------------------- | ----------------------- |
| Tommy (47) & Uwe (55)                    | Nürnberg, Gummersbach         | Gewinner der 6. Staffel |
| Michel (23) & Eric (39)                  | Karlsruhe, Stuttgart          | Platz 2                 |
| Filippos (32) & Tobias „Studi Tobi" (20) | Erlangen, Nürnberg            | Platz 3                 |
| Leon (20) & Marc (21)                    | Grafenrheinfeld, Obereuerheim | schieden in Folge 5 aus |
| Tobias (53) & Martin (30)                | Frankfurt am Main, Graz       | schieden in Folge 4 aus |
| Mäkkes (44) & Tobias "Metal Tobi" (31)   | Reken, Bexbach                | schieden in Folge 3 aus |
| Feli (24) & Lea (25)                     | unbekannt                     | schieden in Folge 2 aus |
| Sören (34) & Sven (38)                   | Blieschow, Halle an der Saale | schieden in Folge 1 aus |

Folge 1
- Datum: 11. Februar 2025
- Stargast: Pinguin Chester, bekannt aus dem Film „Die Chaosschwestern und Pinguin Paul“[71]
- Vorrunde: Baue einen Freund für Chester (Bauzeit: 2 Stunden)
  - Gewinner des Goldenen Steins: Tommy & Uwe
- Hauptrunde: „Schiffbruch“: Jedes Team baut seine eigene Insel (Bauzeit: 10 Stunden)[72]
  - Twist: Baue eine Postkarte, mit der ihr einen Gruß von eurer Insel nach Hause schickt
  - Gewinner der Hauptrunde: Michel & Eric

Folge 2
- Datum: 18. Februar 2025
- Vorrunde: Baue dekorative Gegenstände für die (fiktive) Wohnung von Moderator Daniel Hartwich (Bauzeit: 2 Stunden)
  - Gewinner des Goldenen Steins: Mäkkes & Tobi

- Hauptrunde: Baue eine Torte, die thematisch zu einem Event passt, das ihr euch ausdenkt (Bauzeit: 9 Stunden)[73]
  - Twist: Baue einen Snack für Daniel und Bert
  - Gewinner der Hauptrunde: Tommy & Uwe

Folge 3
- Datum: 25. Februar 2025
- Vorrunde: Baue eine eigene Figur für die Jahrmarkt-Attraktion "Kamelrennen", die eine Organische Form und eine dynamische Pose hat. 
  - Gewinner des Goldenen Steins: Leon & Marc

- Hauptrunde: Baue einen Gegenstand aus einer Kirmesbude täuschend echt aus Lego nach.[74]
  - Stargast: Ross Antony
  - Twist: Baue einen kleinen Trostpreis
  - Gewinner der Hauptrunde: Michel & Eric

### Rezeption
Auf DWDL lobte Alexander Krei 2020 die Neuausrichtung der Staffel und schrieb: „So wurde aus einer amüsanten, aber wenig spektakulären Vorabendshow ein schönes Format, das sogar in der Primetime trägt.“
Auf Focus Online wurde Lego Masters von Susanne Wittlich 2021 als „Lego-Einschlaf-Show“ bezeichnet und sie schrieb: „Von wegen Menschen, Steine, Emotionen. Spannend ist das nicht.“

## Internationale Versionen

### Vereinigtes Königreich
Die erste Sendung von Lego Masters im Vereinigten Königreich wurde am 24. August 2017 ausgestrahlt. Die Program wurde moderiert von Melvin Odoom. Die Jury bestand aus dem Lego-Designer Matthew Ashton und dem Bauingenieurin Roma Agrawal in der ersten Staffel sowie Ashton und Moderator Fran Scott in der zweiten Staffel. Das Programm wurde im Vereinigten Königreich mit The Great British Bake Off, der britischen Originalversion von Das große Backen, verglichen und erhielt gute Bewertungen. Das Gewinnerteam erhielt einen Lego Masters-Pokal aus Legosteinen und den Titel 'Lego Master'. Ihre Kreationen wurden im Lego Museum in Billund in Dänemark ausgestellt.
Die erste Staffel im Vereinigten Königreich bestand aus 4 Folgen, die wöchentlich vom 24. August 2017 bis 14. September 2017 ausgestrahlt wurden.
Die zweite Staffel bestand aus 5 Folgen, die vom 6. November 2018 bis zum 4. Dezember 2018 wöchentlich ausgestrahlt wurden.
Am 11. Dezember 2018 wurde ein Weihnachtsspecial ausgestrahlt, in dem 6 Kinder aus beiden Staffeln mit berühmten Briten, darunter Schauspieler Warwick Davis, Zweierteams bildeten.

### Australien
Die erste Staffel von Lego Masters in Australien wurde vom 28. April 2019 bis 14. Mai 2019 im Fernsehsender Nine Network ausgestrahlt. Die Serie wurde moderiert von dem Komiker Hamish Blake, und der Lego-Designer Ryan „The Brickman“ McNaught fungierte als Juror. Im Finale fungierte Lego Senior Design Manager Fenella Charity als Gastjuror. Das Gewinnerteam erhielt nach 9 Folgen 100.000 AUD, einen 2019-Lego Masters Australia-Pokal und den Titel „Lego Master“. Die erste Staffel wurde von Lego, Honda, Kmart und The A2 Milk Company gesponsert.
Nachdem sich die erste Staffel als erfolgreich erwiesen hatte, wurde beschlossen, eine zweite Staffel zu produzieren. Die Aufnahmen dafür wurden im Januar 2020 abgeschlossen. Die zweite Staffel begann am 19. April 2020.
Preise
- Lego Masters Australia 2019 gewann den australischen AACTA Award bei der AACTA-Gala am 4. Dezember 2019 in Sydney[92] in der Kategorie „Bestes Unterhaltungsprogramm“
- Lego Masters Australia 2019 gewann den American RealScreen Award[91] in der Kategorie „Bester Wettbewerb: Quiz oder Game Show“

### Vereinigte Staaten
Die erste Sendung der amerikanischen Version von Lego Masters wurde am 5. Februar 2020 auf Fox ausgestrahlt.
Die Staffel wurde von Schauspieler Will Arnett moderiert. Arnett als Sprecher für Animationsfilme Sprechrollen in The Lego Movie, The Lego Movie 2 und The Lego Batman Movie. Die Staffel bestand aus 10 Folgen, in denen 10 Zweierteams um den Titel kämpften.
Unter den Teilnehmern waren einige berühmte Personen innerhalb der 'Lego-Gemeinschaft' wie YouTuber 'Iceberg Bricks' (Pseudonym von Mel Brown) und Boone Langston, bekannt für den YouTube-Kanal “Beyond the Brick”, die beide schon vor der Staffel viele Fans hatten. Die Jury bestand aus dem Lego-Designer Jamie Berard und der Lego-Managerin Amy Corbett.
Im Finale, das am 15. April stattfand, kämpften die drei verbliebenen Zweierteams um einen Preis von 100.000 US-Dollar, einen Lego Masters-Pokal und den Titel „Lego Master USA 2020“.

### Niederlande / Belgien
Die niederländische Version des Programms wird von Endemol Shine für die niederländische RTL 4 und die flämische VTM erstellt und vom niederländischen Komiker Ruben Nicolai und dem flämischen Schauspieler Kürt Rogiers moderiert. Die Aufnahmen fanden statt vom 3. Februar bis 6. März 2020.
Die erste Ausstrahlung fand am Samstag, den 11. April 2020 statt. Am folgenden Tag wurde bekannt gegeben, dass das Programm in den Niederlanden mit fast 1,6 Millionen Zuschauern erfolgreich gestartet wurde. Es war an diesem Tag die Sendung mit der zweithöchsten Einschaltquote nach den NOS-Nachrichten um 20:00 Uhr. In Belgien sahen am selben Abend 727.087 Menschen die erste Folge, die damit die zweithöchste Einschaltquote an diesem Tag hinter den VRT-Nachrichten von 19:00 erreichte.
Acht Zweierteams nehmen an dem achtteiligen Programm teil, davon vier aus den Niederlanden und drei aus Belgien sowie ein binationales Team. Insgesamt werden sie 121 Stunden bauen und 14 Aufgaben erledigen. Ihnen stehen 2,5 Millionen Bausteine zur Verfügung. Juror ist Bas Brederode, Senior Designer bei Lego. Er wird im Programm „The Brickmaster“ erwähnt.
Neben einem Lego-Pokal gewinnt das Siegerduo 25.000 Euro und eine Reise zum Lego-Haus in Billund in Dänemark.